# Burg Merenberg
Die Burg Merenberg ist die Ruine einer mittelalterlichen Höhenburg auf dem 337 m ü. NHN hohen Schloßberg, einem Basaltkegel über der Gemeinde Merenberg im mittelhessischen Landkreis Limburg-Weilburg.

## Geschichte
Die Burg Merenberg wird erstmals 1129 urkundlich erwähnt und befindet sich ab 1163 in der Herrschaft von Gleiberg und mit einigen Cent- sowie gräflichen Rechten bei den Merenbergern.
Im Jahr 1333 kam die Burg durch Heirat zur Linie derer von Nassau-Weilburg, wurde Sommersitz, ab dem 13./14. Jahrhundert von niederadligen Burgmannen besetzt, darunter den Schütz von Holzhausen, und im 16./17. Jahrhundert mit einem Amtmann. 1646, während des Dreißigjährigen Krieges, wurde die Burg zerstört.

## Anlage
Die Burg besitzt einen weithin sichtbaren 22 m hohen runden Bergfried, der als Aussichtsturm bestiegen werden kann. Eine Ecke des dreistöckigen Palas und Reste von Außenmauern und Kellern sind erhalten geblieben.

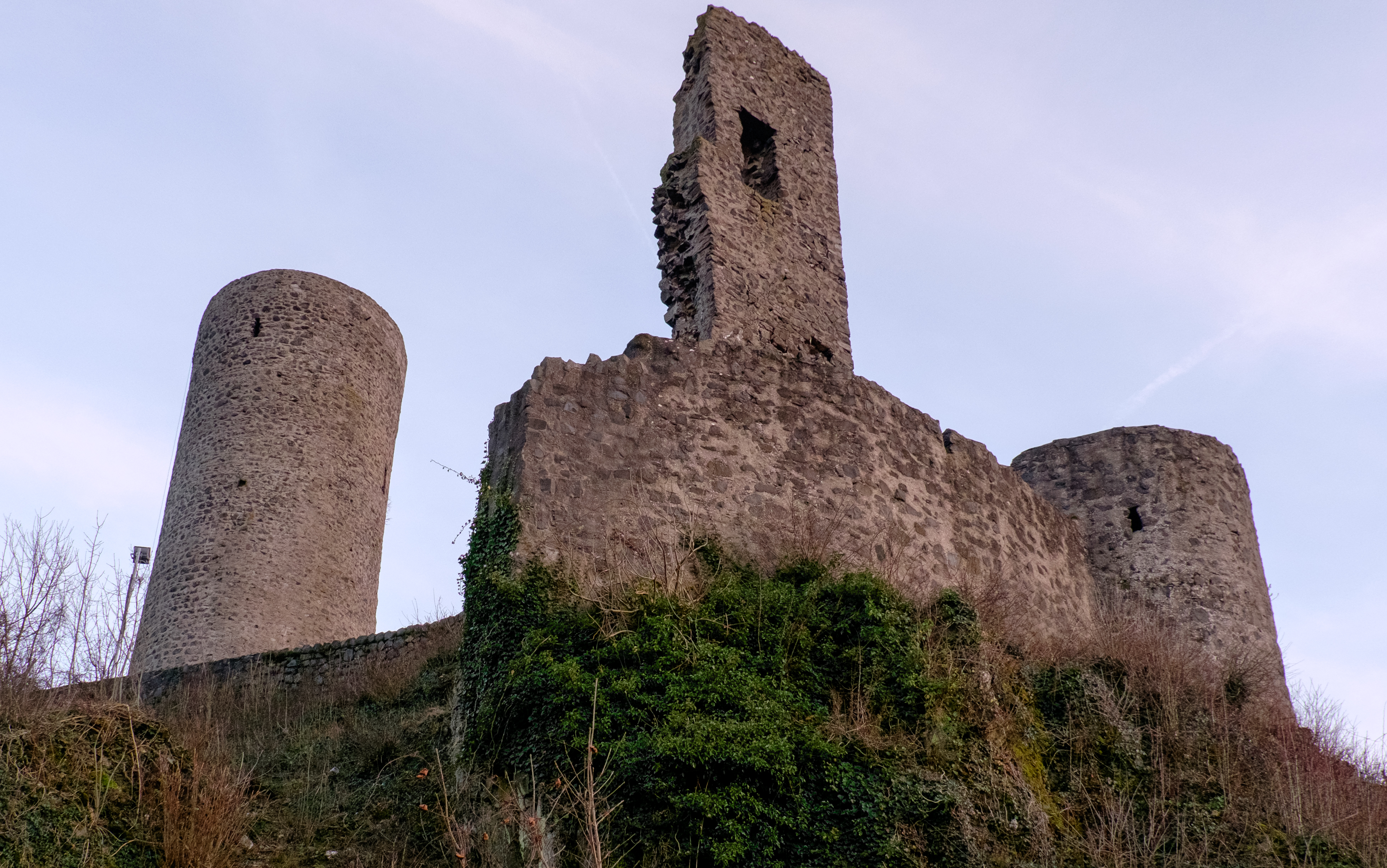
Palasseite
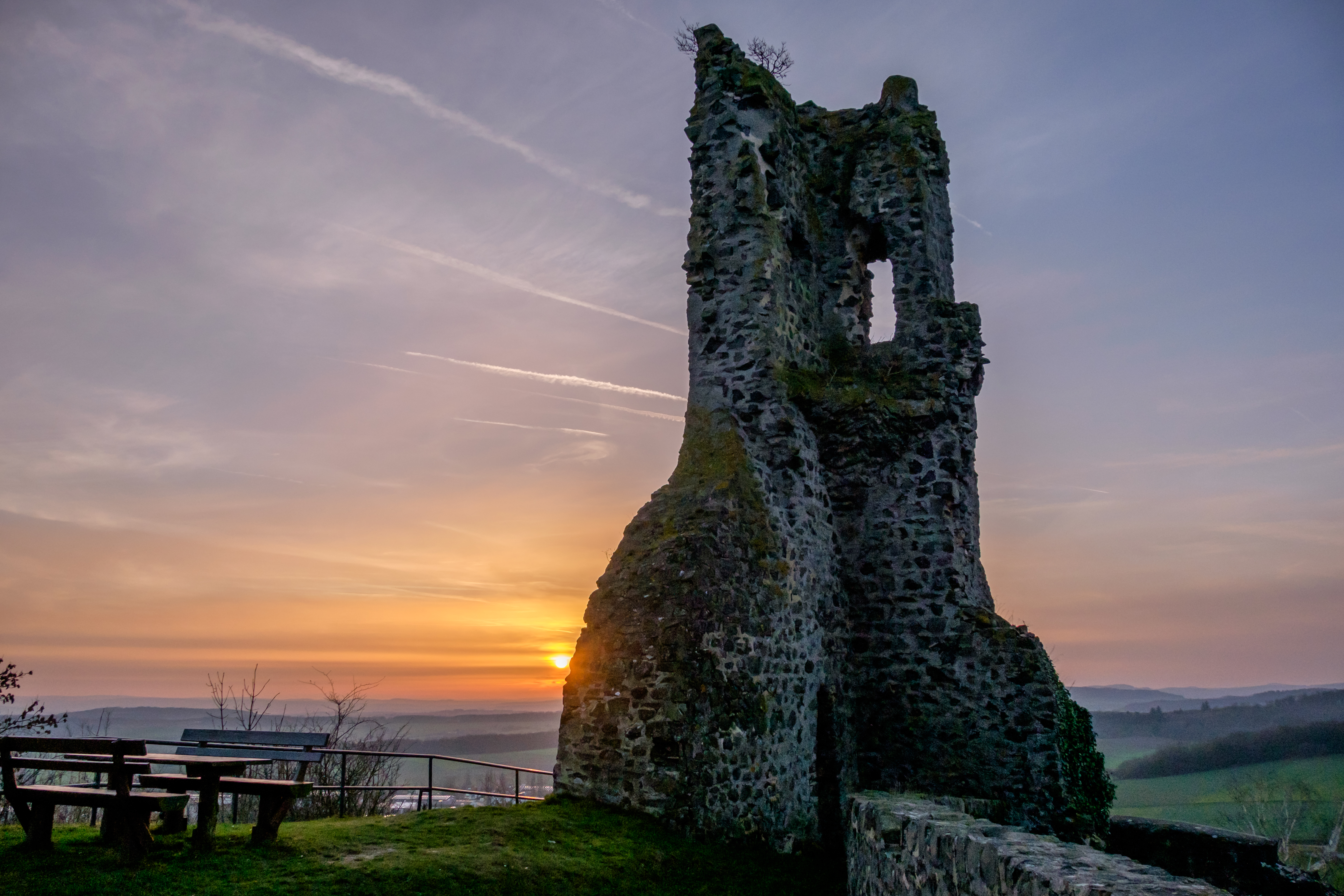
Ecke des Palas
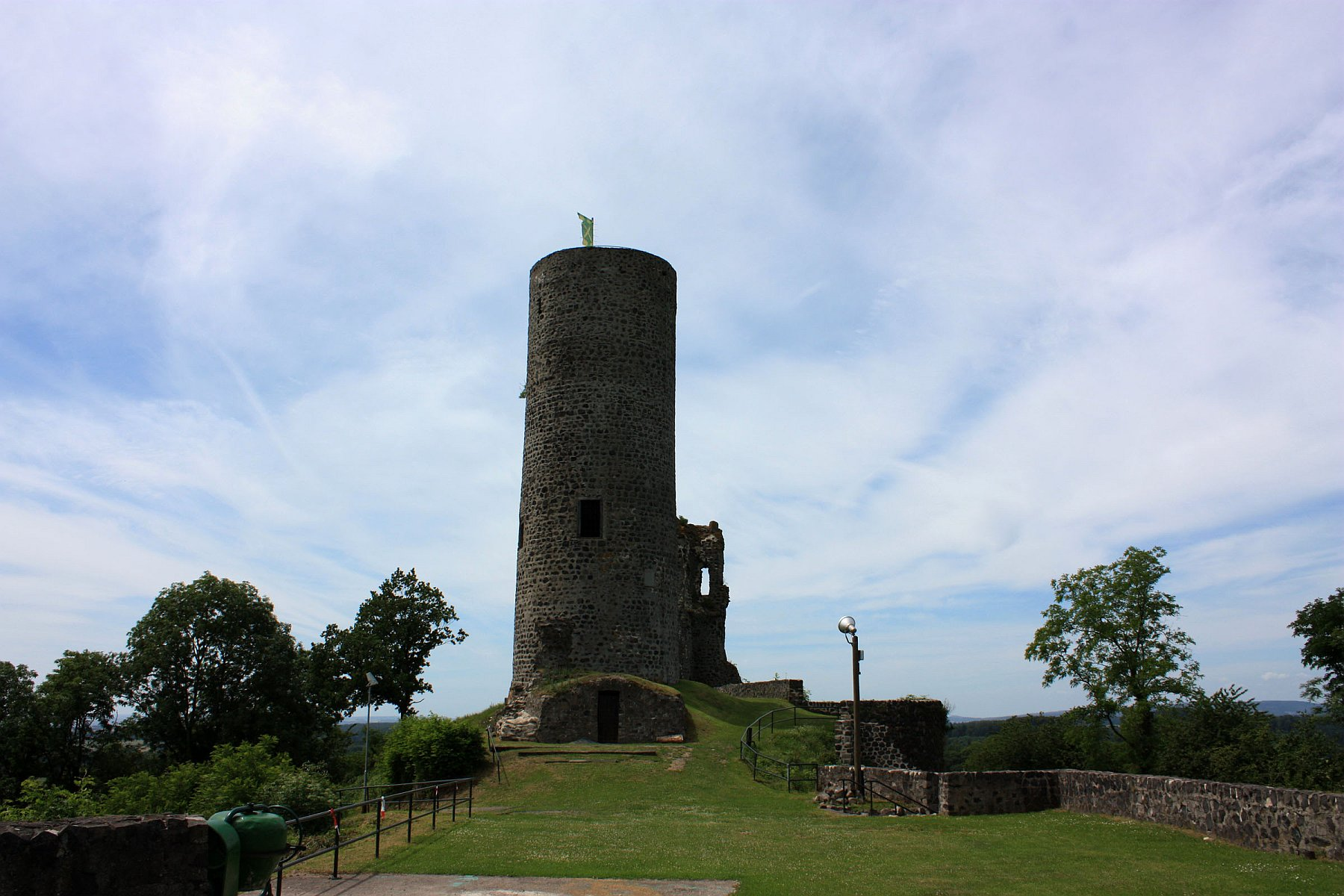
Turmseite